# بیمارستان شهید دستغیب (شیراز)
بیمارستان شهید دستغیب واقع در استان فارس، شهر شیراز بیمارستانی است دانشگاهی و درمانی وابسته به دانشگاه علوم پزشکی شیراز با ۱۳۰ تخت ثابت که در سال ۱۳۷۴ خورشیدی تأسیس گردید.
هم اکنون این بیمارستان دارای بخش‌های اتاق عمل، تالاسمی، اورژانس، ENT، چشم، اطفال، اورژانس اطفال و دیگر واحدهای پاراکلینیکی و درمانگاهی می‌باشد.